# فرانشيسكو سانتاماريا
فرانشيسكو خافيير سانتاماريا (بالإسبانية: Francisco Javier Santamaría)‏ هو كاتب وسياسي مكسيكي عاش بين 10 أيلول/سبتمبر 1886 و 1 آذار/مارس 1963. كان لسانتاماريا تأثير على الثقافة المكسيكية، ويعرف بمساهماته في الأدب المكسيكي وفي مجال الصناعة المعجمية.
عمل فرانشيسكو سانتاماريا في مجالات مختلفة من الثقافة وذلك في مجال الببليوجرافيا وكتابة المقالات الصحفية، كما له إسهامات في مجال اللغويات والتاريخ الطبيعي وعلم التربية وعلم اللغة المقارن والشعر.
دخل فرانشيسكو سانتاماريا في المجال الحقوقي في المحاماة والقضاء، كما انخرط في المجال السياسي فدخل في مجلس النواب المكسيكي وأصبح محافظاً لولاية تاباسكو.

## اقرأ أيضاً
- أندريس بيو